# Caryatis
Caryatis is een geslacht van vlinders van de familie spinneruilen (Erebidae), uit de onderfamilie Arctiinae.

## Soorten
- C. hersilia Druce, 1887
- C. phileta (Drury, 1782)
- C. stenoperas Hampson, 1910